# Wolfgang Huber (Mediziner, 1935)
Wolfgang Huber (geboren 1935 in Frankfurt am Main) ist ein deutscher Mediziner. Er gründete 1970 als Assistenzarzt mit Kollegen, Studenten und 52 Patienten das „Patientenkollektiv“, später Sozialistisches Patientenkollektiv („SPK“) in der Rohrbacher Straße in Heidelberg. 1971 wurde er wegen Beteiligung an einer kriminellen Vereinigung (Sozialistisches Patientenkollektiv) zu einer Freiheitsstrafe von viereinhalb Jahren verurteilt.

## Leben
Huber machte 1955 Abitur in Stuttgart. Er studierte Medizin und Philosophie. Am 1. August 1961 trat er als Medizinalassistent in die Psychiatrische Universitätsklinik Heidelberg ein. Ihr Leiter war Walter Ritter von Baeyer. 1962 promovierte Huber. Am 1. August 1964 wurde Huber Assistenzarzt an der Psychiatrischen Universitätsklinik Heidelberg, ab 1966 arbeitete er an deren Poliklinik. Leiter der Poliklinik war Dieter Spazier, ab Oktober 1969 Helmut Kretz.
Huber kritisierte die wissenschaftlich orientierte Medizin, Unterbringung und Elektroschocks in der Psychiatrie und bot Gesprächstherapien an. Am 12. Februar 1970 demonstrierte eine Patientenvollversammlung in der Psychiatrischen Poliklinik Heidelberg gegen die wegen „Aufhetzung der Patienten“ verfügte Entlassung Hubers. Huber gründete im Februar 1970 mit Kollegen, Studenten und 52 Patienten das Sozialistische Patientenkollektiv („SPK“) als Selbstorganisation von Psychiatrie-Patienten, in der es keine Trennung mehr von Patienten und Ärzten gab. Er sah Erkrankungen als Folge der kapitalistischen Produktionsverhältnisse, demzufolge sei Krankheit eine Form von Protest. Psychisch Kranke hätten revolutionäres Potenzial, sie seien daher als politische Gefangene anzusehen. Das Kollektiv hatte bis zu 500 Mitglieder und gab insgesamt 51 Flugblätter heraus.
Im Sommer 1971 solidarisierten sich Huber und das SPK mit der Terrororganisation Rote Armee Fraktion (RAF). Einige Mitglieder des SPK schlossen sich der RAF an. Im Juli 1971 löste sich das SPK auf, am 19. Juli 1971 wurde Huber verhaftet. Wegen Beteiligung an einer kriminellen Vereinigung, Sprengstoffherstellung und Urkundenfälschung wurden er und seine Frau Ursel Huber im Dezember 1971 zu viereinhalb Jahren Freiheitsstrafe verurteilt, das SPK-Mitglied Siegfried Hausner zu drei Jahren Jugendstrafe. In einem von Ursel Huber gemieteten Keller waren Material für Sprengstoff und Geräte zur Passfälschung gefunden worden. Huber verlor seine Arztzulassung. Am 6. November 1975 begannen Wolfgang und Ursel Huber in der Justizvollzugsanstalt Stuttgart einen Hungerstreik. Am 20. bzw. 21. Januar 1976 wurden sie aus der Haft entlassen.

## Schriften
- Der Begriff Einzelhaft. 1974
- Über das Anfangen: zur Vorgeschichte des Sozialistischen Patientenkollektiv (1970) und der Patientenfront (1973): wie aus der Krankheit eine Waffe wurde: 20 Jahre Patientenfront. 1993
- mit weiteren Autoren The communist manifesto for the third millennium. 2001[7]